# Elaphoglossum meyeri
Elaphoglossum meyeri är en träjonväxtart som beskrevs av Rouhan. Elaphoglossum meyeri ingår i släktet Elaphoglossum och familjen Dryopteridaceae. Inga underarter finns listade.